# به لطف خدا (ترانه کیتی پری)
«به لطف خدا» ترانه‌ای از کیتی پری است. این ترانه در آلبوم منشور (آلبوم کیتی پری) قرار دارد.